# Тризна, Юрий Стефанович
Юрий Стефанович Тризна (28 сентября 1939, Орджоникидзе — 21 июля 1991, Ленинград) — живописец, график, художник книги.

## Биография и творчество
В 1960 году окончил Таврическое художественное училище, в 1967 — факультет графики Ленинградского института живописи, скульптуры и архитектуры имени И. Е. Репина (ученик М. А. Таранова).
Преподавал в Ленинградском высшем художественно-промышленном училище имени В. И. Мухиной. Член Союза художников СССР.
Похоронен на Южном кладбище.

## Творчество
Дипломная работа — оформление и иллюстрации к сборнику «Песни Гражданской войны». В числе его графических произведений — «Арка Главного штаба» (1960-е), «Казанский собор» (1960-е), «Уголок Летнего сада у Прачечного моста» (1960-е), «Пушкинский театр» (1960-е), «За шитьем» (1975), «Там, где живут рыбаки» (1975), «Бытовка» (1980), «День Победы».
Оформил и иллюстрировал около двадцати книг издательств «Детская литература» и «Малыш», в том числе:
- Вартан В. Н. Свет твоим глазам! : Рассказы : [Для мл. возраста / Рис. Ю.Тризны]. — Л.: Дет. лит., 1979. — 94 с. — 100 000 экз.
- Гюго В. Гаврош : [Из романа «Отверженные» : Для ст. дошк. и мл. шк. возраста] / Рис. Ю.Тризны. — Л.: Дет. лит., 1991. — 197+4 с. — 100 000 экз. — ISBN 5-08-000115-1
- Дубинская С. Б., Цветков Л. А. Следы неизвестного : [Рассказы / Ил.: Ю. С. Тризна]. — Мурманск: Кн. изд-во, 1971. — 207 с. — (Разделы: Первый барьер; Кругом люди; Рассказы о следователях). — 100 000 экз.
- Житков Б. С. Рассказы о храбрости / Рис. Ю.Тризны. — Л.: Дет. лит., 1990. — 111 с. — (Школьная библиотека, Для начальной школы). — 200 000 экз. — ISBN 5-08-000221-2
- Жуховицкий Л. А. Я ищу друга : Очерки : [Для сред. и ст. возраста] / [Рис. Ю.Тризны]. — Л.: Дет. лит., 1979. — 142 с. — 100 000 экз.
- Иванов С. А. По заячьему следу : [Рассказ : Для дошк. возраста] / [Худож. Ю.Тризна]. — М.: Малыш, 1980. — 14 с. — 300 000 экз.
- Маршак С. Я. Хороший день : [Стихи : Для дошк. возраста] / Рис. Ю.Тризны. — [Переизд.]. — Л.: Художник РСФСР, 1986. — [32] с. — 200 000 экз.
- Щербаков Ю. М. За околицей и дома : Стихи : [Для дошк. возраста] / Рис.: Ю.Тризны. — М.: Малыш, 1986. — 40 с. — 150 000 экз.

Произведения хранятся в Государственном Русском музее, Государственной Третьяковской галерее, в собраниях музеев Белгорода, Белозерска, Сыктывкара, в галерее Красноармейска (Московская область), в частных коллекциях.
С 1968 года участвовал в выставках.
Полнота эмоций, импровизационность, артистическая раскованность отличают произведения художника, работавшего в широком диапазоне графических техник.

## Даты жизни и творчества
1939 Родился в г. Орджоникидзе, ныне Владикавказ (Северная Осетия) в семье бухгалтеров
1949-1954 Занимается в изостудии Дома пионеров
1956 Вторая поездка в Ленинград. Становится студентом живописного факультета Таврического среднего художественного училища, впоследствии Училища им. В.А. Серова
1961-1967 Учится в институте им. И.Е. Репина на графическом факультете. Поездки в Пушкинские Горы, Череповец, Вентспилс, Чехословакию
1968 С этого года является участником ленинградских и всесоюзных выставок
1968-1970 Преподаватель рисунка и анатомии в Училище им. В.А. Серова
1970-1976 Работает в ЛВХПУ им. Мухиной в качестве преподавателя рисунка и заведующего производственными мастерскими
1974 Вступает в Союз художников СССР
1976 Оставляет постоянную работу и становится "свободным" художником. Первая поездка в Дом творчества в Паланге. Первая персональная выставка в книжном магазине-салоне "Ленинград"
1979 Поездка в Дом творчества в Гурзуфе. Серия акварелей
1981 Поездка в Дом творчества в Сенеже. Серия акварелей и рисунков
1982 Поездка в ГДР. Посещение международной выставки книжного искусства в Лейпциге
1983 Поездка на Дальний Восток. Серия акварелей
1984 Принимает участие в работе интернациональной группы графиков в Дрездене. Персональная выставка в ЛОСХе
1985 Персональная выставка в родном городе Владикавказе
1985 Был делегатом VI съезда художников РСФСР
1986 Творческий вечер в Москве
1987 Персональная выставка в Эстонии в Кохтла-Ярве. Поездка в ГДР в Лейпциг
1988 Участник Дней культуры РСФСР в Азербайджанской ССР в Баку
1989  Персональная выставка в лектории Государственного Русского Музея
1980-1988 Постоянная общественная работа в ЛОСХе. Член Бюро графической секции. Заместитель председателя
1990 Поездка в ФРГ. Выставка в "Галерее Йевенштедт"
1991 Поездка в ФРГ. Выставка в г. Лене.
1991 Погиб в автокатастрофе